# 4. HNL – Jug B 2007./08.
Ovaj članak je podtema članka: 4. HNL 2007./08.

4. HNL – Jug je svoje drugo izdanje imala u sezoni 2007./08. Sastojala se od dvije skupine (A i B). U "Skupini B" se natjecalo 10 klubova iz  Šibensko-kninske i Zadarske županije, a prvak lige je bio klub "Raštane" iz Gornjih Raštana. 

## Sustav natjecanja
Deset klubova je igralo trokružnu ligu (27 kola). 

## Sudionici
| |                                                                              |  |
| Zadarska županija - Dragovoljac Poličnik - Hrvatski Vitez Posedarje - Pag - Polača - Raštane (Gornje Raštane) - Vir | Šibensko-kninska županija - Dinara Knin - DOŠK Drniš - SOŠK Skradin - Vodice |  |

## Ljestvica
| mj. | klub                     | ut. | pob. | ner. | por. | gol+ | gol- | bod | bod- |
| --- | ------------------------ | --- | ---- | ---- | ---- | ---- | ---- | --- | ---- |
| 1.  | Raštane (Gornje Raštane) | 27  | 25   | 1    | 1    | 91   | 8    | 76  |      |
| 2.  | Polača                   | 27  | 18   | 2    | 7    | 53   | 31   | 56  |      |
| 3.  | Hrvatski Vitez Posedarje | 27  | 15   | 3    | 9    | 32   | 31   | 48  |      |
| 4.  | Dragovoljac Poličnik     | 27  | 12   | 5    | 10   | 37   | 35   | 41  |      |
| 5.  | Pag                      | 27  | 11   | 4    | 12   | 30   | 40   | 37  |      |
| 6.  | Vodice                   | 27  | 8    | 9    | 9    | 44   | 45   | 32  |      |
| 7.  | Dinara Knin              | 27  | 8    | 5    | 14   | 28   | 39   | 29  |      |
| 8.  | DOŠK Drniš               | 27  | 8    | 4    | 15   | 31   | 56   | 28  |      |
| 9.  | SOŠK Skradin             | 27  | 5    | 4    | 18   | 26   | 56   | 19  |      |
| 10. | Vir                      | 27  | 6    | 2    | 19   | 21   | 48   | 17  | –3   |

## Rezultatska križaljka
| kratica | klub                     | DIN | DOŠK | DRA | HRVV | PAG | POL | RAŠ | SOŠK | VIR | VOD |
| --- | ------------------------ | --- | ---- | --- | ---- | --- | --- | --- | ---- | --- | --- |
| DIN | Dinara Knin              |     |      |     |      |     |     |     |      |     |     |
| DOŠK | DOŠK Drniš               |     |      |     |      |     |     |     |      |     |     |
| DRA | Dragovoljac Poličnik     |     |      |     |      |     |     |     |      |     |     |
| HRVV | Hrvatski Vitez Posedarje |     |      |     |      |     |     |     |      |     |     |
| PAG | Pag                      |     |      |     |      |     |     |     |      |     |     |
| POL | Polača                   |     |      |     |      |     |     |     |      |     |     |
| RAŠ | Raštane (Gornje Raštane) |     |      |     |      |     |     |     |      |     |     |
| SOŠK | SOŠK Skradin]            |     |      |     |      |     |     |     |      |     |     |
| VIR | Vir                      |     |      |     |      |     |     |     |      |     |     |
| VOD | Vodice                   |     |      |     |      |     |     |     |      |     |     |
| |                          |     |      |     |      |     |     |     |      |     |     |
| podebljan rezultat - utakmice od 1. do 9., te od 19. do 27. kola (1. i 3. utakmica između klubova) rezultat normalne debljine - utakmice od 10. do 18. kola (2. utakmica između klubova) rezultat nakošen - nije vidljiv redoslijed odigravanja međusobnih utakmica iz dostupnih izvora rezultat smanjen * - iz dostupnih izvora nije uočljiv domaćin susreta prekrižen rezultat - poništena ili brisana utakmica p - utakmica prekinuta 3:0 p.f. / 0:3 p.f. - rezultat 3:0 bez borbe n.i. - nije igrano |                          |     |      |     |      |     |     |     |      |     |     |

 Izvori: